# Borgerliga Studenter
Borgerliga Studenter (BS) var ett kårparti aktivt 2007–2010 vid Uppsala studentkårs fullmäktige. Partiet var borgerligt men partipolitiskt oberoende och förespråkade avpolitiserad studentkår, minskad byråkrati samt avskaffat kårobligatorium.
Partiet, med rötter i Det Nya Mösspartiet och Halvera.nu, uppstod när Vänsterns Studentförbund och Socialdemokratiska Studenter motionerade om omfattande ändringar av Uppsala studentkårs åsiktsprogram.
I kårvalet våren 2007 erhöll Borgerliga Studenter sju mandat av 41 möjliga och hamnade i opposition i kårfullmäktige. I valet 2008 erhöll partiet sex mandat och i valet 2009 fem mandat. Efter valet 2009 representerades partiet i kårstyrelsen tillsammans med Uppsala Universitets Studenter och Piratstudenterna.
Efter uppnått mål om riksdagsbeslut om kårobligatoriets avskaffande 2009, med genomförande 1 juli 2010, förklarades partiet vilande. Partiets arkivmaterial deponerades hos Föreningen Heimdal.

## Ordförande
- 2007-2008 Peter Sullivan
- 2008-2009 Marcus Persson
- 2009- Carl Nettelblad